# Schwarz Stein
Schwarz Stein (wcześniej Rudolf Steiner) – japoński duet grający muzykę gotycką połączoną z dark wave, industrialem, electro. Zespół założyli Kaya (ex-ISOLA) i Hora (ex-Velvet Eden) w 2001 roku. 
Zakończyli działalność w 2004.
W 2002 zauważył ich Mana (Moi dix Mois). Dołączyli do jego wytwórni – Midi:Nette. Wtedy też zmieniono nazwę zespołu na Schwarz Stein.

## Członkowie
- Kaya (迦夜) - wokal, teksty piosenek
- Hora (洞)- keyboard, kompozycje

## Dyskografia

### Jako Rudolf Steiner
Dema
- Queen of Decadence (1 czerwca 2001)
- Perfect Garden (12 listopada 2001)

### Jako Schwarz Stein
Albumy
- New vogue children (30 czerwca 2003)
- Artificial Hallucination (アーティフィシャル ハルシネーション, 25 lutego 2004)

Single
- Perfect Garden (31 lipca 2002)
- Current (18 listopada 2003)
- Sleeping Madness (5 listopada 2011)

### Jako another cell
Albumy
- another cell (kwiecień 2006)